# Ишанходжаев, Босит
Босит Ишанходжаев — советский хозяйственный, государственный и политический деятель.

## Биография
Родился в 1909 году в Ташкенте. Член КПСС.
С 1929 года — на хозяйственной, общественной и политической работе. В 1929—1963 гг. — комсомольский и партийный работник в городе Ташкенте, участник Великой Отечественной войны, офицер 3-го осб 93 осбр, переводчик газеты «Суворовский натиск» 2-го Украинского фронта, первый секретарь Октябрьского райкома КП(б) Узбекистана города Ташкента, председатель исполкома Янги-Юльского городского Совета депутатов трудящихся.
Избирался депутатом Верховного Совета Узбекской ССР 4-го и 5-го созывов.
Умер до 1985 года.